# Areális nyelvészet
Az areális nyelvészet a térnyelvészetként értelmezett nyelvföldrajz hatókörébe tartozik, a nyelvek közötti érintkezés problémáit vizsgálja.
Az areális nyelvészet a nyelvtudománynak az az ága, mely egy adott földrajzi térségben beszélt nyelvek kölcsönhatását kutatja. A kölcsönhatásban lévő nyelvek állhatnak rokonságban egymással, de különböző nyelvcsaládokhoz is tartozhatnak.
A tartós kapcsolat révén kialakuló, leginkább az alaktanban és a mondattanban, valamint a szókészletben és a frazeológiában, s legkevésbé a fonetikában jelentkező közös nyelvi jegyek alapján nyelvszövetségek jönnek létre.
Az areális nyelvi kapcsolatoknak szűkebb és tágabb értelmezéséről beszélhetünk. Szűkebben elsősorban a nyelvi rendszer erősebben strukturált elemei értendők. Ezek között szerepelnek a fonetikai, fonológiai, morfológiai, szintaktikai rendszerre gyakorolt külső nyelvi hatások, melyek elsősorban a nyelvi tipológia számára relevánsak. Az areális hatások tágabb értelmezése a nyelvi rendszer kevésbé strukturált nyelvi elemeivel számol. Ide tartoznak a frazeológia, a lexikai állomány, a szövegszerkesztés és a stílus terén kimutatható kölcsönhatások.

## Története
Areális nyelvészeti kutatásokat elsőként a balkáni nyelvekkel kapcsolatban végeztek. Már 1829-ben megállapította Jernej Kopitar, hogy a román, a bolgár és az albán nyelv mélystruktúrájában azonos, egymástól csak a felszíni szerkezetben különböznek. A balkáni nyelvszövetségre vonatkozó ismereteket a dán Kristian Sandfeld foglalta össze 1930-ban.
A harmincas években a balkáni és az eurázsiai nyelvszövetség kutatása virágzott, míg Európa és a többi világrész areális övezetekre osztása nem haladt előre. Antoine Meillet 1918-ban, majd 1928-ban megjelent tanulmányában elemezte ugyan Európa nyelveit, főként azok külső történetére koncentrálva, szociolingvisztikai szempontokat szem előtt tartva. A grammatikai rendszer vizsgálata, a nyelvek areális sajátosságainak kimutatása azonban nem szerepel a műben.
1942-ben jelent meg Ernst Lewy monográfiája, 1948-ban pedig Becker két műve, melyekben már az areális nyelvészeti szempontok kerültek előtérbe. Lewy Európa nyelveinek fő sajátosságait a szófajok új csoportosítása alapján vázolja föl. Öt nyelvcsoportot különböztet meg: atlanti vagy flektálva izoláló, központi vagy szóflektáló, balkáni vagy mutató névmásos, keleti vagy tőflektáló és alárendelő, illetve arktikus vagy alárendelő zónákról beszél. Azonban, ahogy Balázs János is megjegyzi összefoglalójában, az érintett szófaji jellemvonások csak kiragadott részei az adott nyelvek egész alaktani rendszerének.
Becker az európai nyelveket egy nyelvszövetségnek tekinti, mivel e területen a francia és a latin uralkodása a többi nyelv fejlődésének útját alapvetően befolyásolta, így szerinte ezen nyelveken ugyanazt a mondanivalót azonos módon lehet kifejezni. Az egyetemes európai nyelvi modell részrendszereinek tárgyalására nem került sor, viszont a magyar és cseh nyelv fejlődésére felhívja a figyelmet.
Végül Európa nyelveinek nyelvszövetség szerinti besorolását Décsy Gyula (1973) végzi el, aki mind a 62 európai nyelvvel foglalkozik. Az indoeurópai nyelvek mellett őshonosnak tekinti a finnugor, illetve uráli nyelveket, melyek mellett 10 nyelv csak betelepült népekéi.10 európai nyelvi övezetet jelölt ki:
1. a Standard Average European nyelvek: német, francia, angol, olasz, orosz
2. viking csoport: skandináv és kelta nyelvek, lapp, finn, vepsze
3. litorális vagy part menti nyelvek:fríz, holland, baszk, spanyol, portugál, máltai
4. balti nyelvszövetség: észt, vót, lív, indoeurópai eredetű lett
5. Rokitno-csoport: lengyel, litván, fehérorosz, ukrán, kasub
6. dunai nyelvszövetség: cseh, szlovák, magyar, szlovén, szerb, horvát
7. balkáni nyelvek: román, moldován, bolgár, macedón, albán, görög, török
8. Káma-menti nyelvek: csuvas, cseremisz, tatár, baskír, votják, mordvin, zürjén, jurák-szamojéd, kalmük
9. szigetnyelvek: luxemburgi, rétoromán, szorb, gagauz
10. szórványnyelvek: jiddis, ladino, karaim, cigány, örmény

Azonban Pusztay is megjegyzi, hogy e felsorolásból csak a 4.,5.,6.,7. csoport felel meg areális követelményeknek.

## Módszere
Interlingvális, azaz nyelvközi módszerrel dolgozik az areális nyelvészet. A nyelvek egybevetésén keresztül mutathatók ki egyetemes jegyek (konfrontatív nyelvészet), az összehasonlítással az egyes nyelvek közti hasonlóságok, egyezések tárhatók fel (komparatív nyelvészet). Utóbbit használják az areális nyelvészeti kutatások, hiszen térben és időben szorosan körülhatárolt nyelvi jelenségekre vonatkoznak vizsgálataik.
A nyelvek közti egyezések oka négyféle lehet: nyelvi rokonság, tipológiai egyezés, övezeti egybetartozás, elemi rokonság.

## Nyelvszövetségek
A nyelvek közti kölcsönhatás során hasonló vagy azonos alakok, rendszerbeli sajátosságok keletkeznek. A hatás lehet olyan szoros is, hogy a genetikus (rokoni) kapcsolatokon is túlmenő egyezéseket mutat föl. Ez a nyelvi szövetség (Sprachbund).
Az areális nyelvészet általában viszonylag kis területű tájegységek nyelvi kapcsolatait tárja fel, de léteznek olyan kutatások, melyek földrészeket átfogó nyelvszövetségeket vizsgálnak.

### Az eurázsiai nyelvi area
1928-as hágai kongresszuson Trubeckoj javaslatára született meg a nyelvszövetség fogalma az eurázsiai nyelvi areára vonatkoztatva. Ezt a nyelvszövetséget két fonológiai jegy együttes előfordulása jellemzi. E jegyek alapján Jakobson Eurázsiát három régióra osztja: Balti-tengertől Kaukázusig; Nyugat-Szibéria; turkesztáni alföld. Az area két szélső sávjában fedezhető fel politónia, "amikor a magánhangzó lejtésének különböző magasságaival különböző jelentéseket lehet kifejezni". Ezzel szemben a mássalhangzóknál a saját hangszín szerinti korreláció jellemző.
Pusztay János 2011-es összefoglalójában kiemeli Hajdú Péter kutatását, aki az észak-eurázsiai areának számos nyelvére kiterjedő jelenséget, a konnektív-reciprok képzőt mutatja be. Ez a képző "többnyire rokonságnevekben fordul elő, és az alapszó által jelölt személy közvetlen környezetére vonatkozik".
Mások, mint példáulRobert Austerlitz észak-eurázsiai tipológiai kontinuumról beszélnek, melyből Austerlitz kizárja a paleoszibériai nyelveket. Ennek a kontinuumnak jellemző jegyei: a plurális/duális megléte és a számjelek, a grammatikai kázusok megléte, lokál-adverbális esetek, birtokos személyjelek, alanyi és tárgyas igeragozás, igei szuffixumok és prefixumok, helyjelölő névutók, számklasszifikátorok.
Pusztay János az észak-eurázsiai nyelvi övezetet mint paleolingvisztikai makroareát értelmezi. Makroareán belül több mikroareát feltételez.  Úgy véli, a makroarea nyelvei azonos típushoz tartoznak, hasonló nyelvfejlődési tendenciákat mutatnak mind a névszó, mind az ige kategóriában, s legalábbis a névszói kategóriákban a morfémák anyagilag is megegyeznek.
Mikroareák közül kiemeli a Volga-Káma-vidék nyelvei közti areális kapcsolatok kérdését. Ehhez a nyelvszövetséghez négy finnugor  és három törökségi nyelv tartozik. A szókészletben a tükörkifejezések, azonos frazeológiai fordulatok mutatják a nyelvek közti szoros kapcsolatokat.
Morfológiai hasonlóság e nyelvekben: páros igék használata. Ez azt jelenti, hogy "a cselekvést kifejező ige határozói igenév alakba kerül, ehhez egy segédigévé módosuló ige társul, melynek feladata, hogy hordozza a grammatikai funkciókat és kifejezze az aspektust".

### Közép-európai térség
Itt két nyelvszövetséget feltételeznek: balti és Duna-táji nyelvszövetséget. Pusztay az e térség nyelveiben megfigyelhető azonosságok (pl.: magánhangzók mennyiségi korrelációja, stabil szóhangsúly, összetett szavak hasonló képzése, stb.) miatt közép-európai nyelvszövetségről beszél.

#### A balti nyelvszövetség
Tagjai: észt, vót, lív, lett.
Jellemző jegyei: gazdag, jól tagolt magánhangzó-rendszer, a rövid és a hosszú magánhangzók megkülönböztetése, gazdag diftongus-állomány, fejlett esetrendszer.

#### A Duna-táji vagy dunai nyelvszövetség
Tagjai: cseh, szlovák, magyar, szerb, horvát, (Pusztay még a németet is ebbe az areába sorolja).
Jellemző jegyei: mennyiségi korreláció a vokalizmusban, h és x oppozíciója (magyarban x csak jövevényszavakban), stabil szóhangsúly (németben nem), zöngétlenedés a szóvégen (kivéve a magyart), szintetikus névszóragozás, három időfok, produktív prefigálás.
Első magyar összefoglalója a térség nyelvi jellegzetességeinek Gáldi, aki fonológiai, morfológiai, lexikális, szintaktikai viszonyokat is vizsgált. Az 1960-as években kimutatták, hogy az övezet nyelvei közül a magyar eltér a többitől, hiszen –a környező nyelvek flektáló sajátosságaival szemben–nyelvünk megőrizte ősi agglutináló jellegét.  A finnugor nyelvek mindegyikére igaz ez, bár a különböző areális hatások megfigyelhetők e nyelvek fejlődésének történetében.